# Lundaborg
Lundaborg är en fornborg i Blackstads socken i Tjust i nuvarande Västerviks kommun. 
Borgen ligger cirka 500 m sydväst om torpet Lundaborg. Den är placerad på en höjd, 110 meter över havet och muren förstärks av branta stup på dess flesta sidor. Den har en yta på cirka 200 x 90 meter. På en del ställen syns rester efter kallmurade vallar.